# آسیمفیلومیرمکس
آسیمفیلومیرمکس (نام علمی: Asymphylomyrmex) نام یک سرده از تیره مورچه است.